# Gerolamo Melchiori
Gerolamo Melchiori ou Gerolamo Melchiorri (falecido em 1583) foi um prelado católico romano que serviu como Bispo de Recanati (1573–1583) e Bispo de Macerata (1553–1573).

## Biografia
No dia 6 de março de 1553, Gerolamo Melchiori foi nomeado durante o papado de Júlio III como Bispo de Macerata. A 16 de dezembro de 1554, foi consagrado bispo por Giovanni Michele Saraceni, arcebispo de Acerenza e Matera, com Ascanio Ferreri, bispo emérito de Montepeloso, e Giovanni Andrea Croce, bispo de Tivoli, servindo como co-consagradores. No dia 15 de outubro de 1571, foi nomeado durante o papado de Pio V como Bispo de Recanati. Em 1571, renunciou ao cargo de bispo de Macerata e serviu como Bispo de Recanati até à sua morte em 1583. Enquanto bispo, foi o co-consagrador principal de Benedetto Lomellini, Bispo de Luni e Sarzana (1565); e Giulio Sauli, Bispo de Brugnato (1566).